# 青山アパートメント

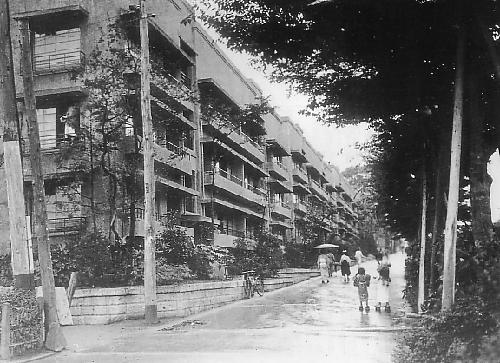
青山アパート （撮影: 昭和初期）

青山アパートメント（あおやまアパートメント、同潤会青山アパート）は、かつて東京・表参道にあった共同住宅である。
大正から昭和初期にかけて16ヶ所余りで建設された同潤会アパートのひとつ。2003年（平成15年）に解体され、跡地には複合施設「表参道ヒルズ」が建設された。

## 概要
財団法人同潤会によって建設され、1926年（大正15年）に第一期、翌1927年（昭和2年）に第二期が竣工した。
所在地は表参道の緩い坂道に沿った長細い変形敷地で、竣工当時の住所は豊多摩郡千駄ヶ谷町大字穏田字赤羽、現在の住所では渋谷区神宮前四丁目である。この界隈は江戸時代、西隣にある渋谷区立神宮前小学校から現在の神宮前5丁目付近までに及ぶ敷地を有する広島藩・浅野家の下屋敷だった。1925年（大正14年）に侯爵浅野長勲から買い取り、1927年（昭和2年）には入居の募集を開始した。
同潤会青山アパートの敷地面積は6,080平米で、敷地内には鉄筋コンクリート造りで3階建てのアパートが10棟配置されていた。同潤会青山アパートは完成当時、軍人、役人、大学教授などしか入居できない高級アパートであり、表参道の新名所として観光バスも立ち寄るほどだった。一方、表参道は天皇が明治神宮への参拝や代々木練兵場への閲兵のためにしばしば馬車で通過される道筋にあたり、その際にアパートの住民がそれを見下ろすことは許されず、窓にはカーテンがかけられていたという。
太平洋戦争末期の1945年5月、アメリカ軍による東京大空襲（山の手大空襲）によって青山・原宿・表参道は甚大な被害を受け、多数の死者を出すとともに一帯は焼け野原となった。しかし耐震耐火構造で建設されていた同潤会青山アパートはこの際にも焼け残り、焼け出された人々の住居として貸し出され、敷地内の広場にあった井戸も、生活用水としてアパート住民以外にも開放された。また、その大部分が焼失した表参道の街路樹のケヤキ並木も、同潤会青山アパート前の数本のみは焼け残り、都市の「防火壁」となることも考慮されて建設された同潤会アパートの性能を証明した。
終戦後、同潤会アパートはそれまでの所有・管理者だった同潤会から東京都に引き継がれ、さらに1950年になると各住民に払い下げられた。個人の所有となったアパートの部屋は、1960年代以降、原宿・表参道地区がファッションの中心として発展するとともにブティックやギャラリーとしても使用されるようになった。
一方で建物や設備の老朽化が進み、次第に住民の多くが建て替えを希望するようになった。各界からは建物の保存が強く求められたものの、2003年に解体された。跡地には2006年、複合施設「表参道ヒルズ」が竣工し、その東端には、同潤会青山アパートの建材などを再利用して建築された往時を偲ぶ建物、「同潤館」が設置されている。

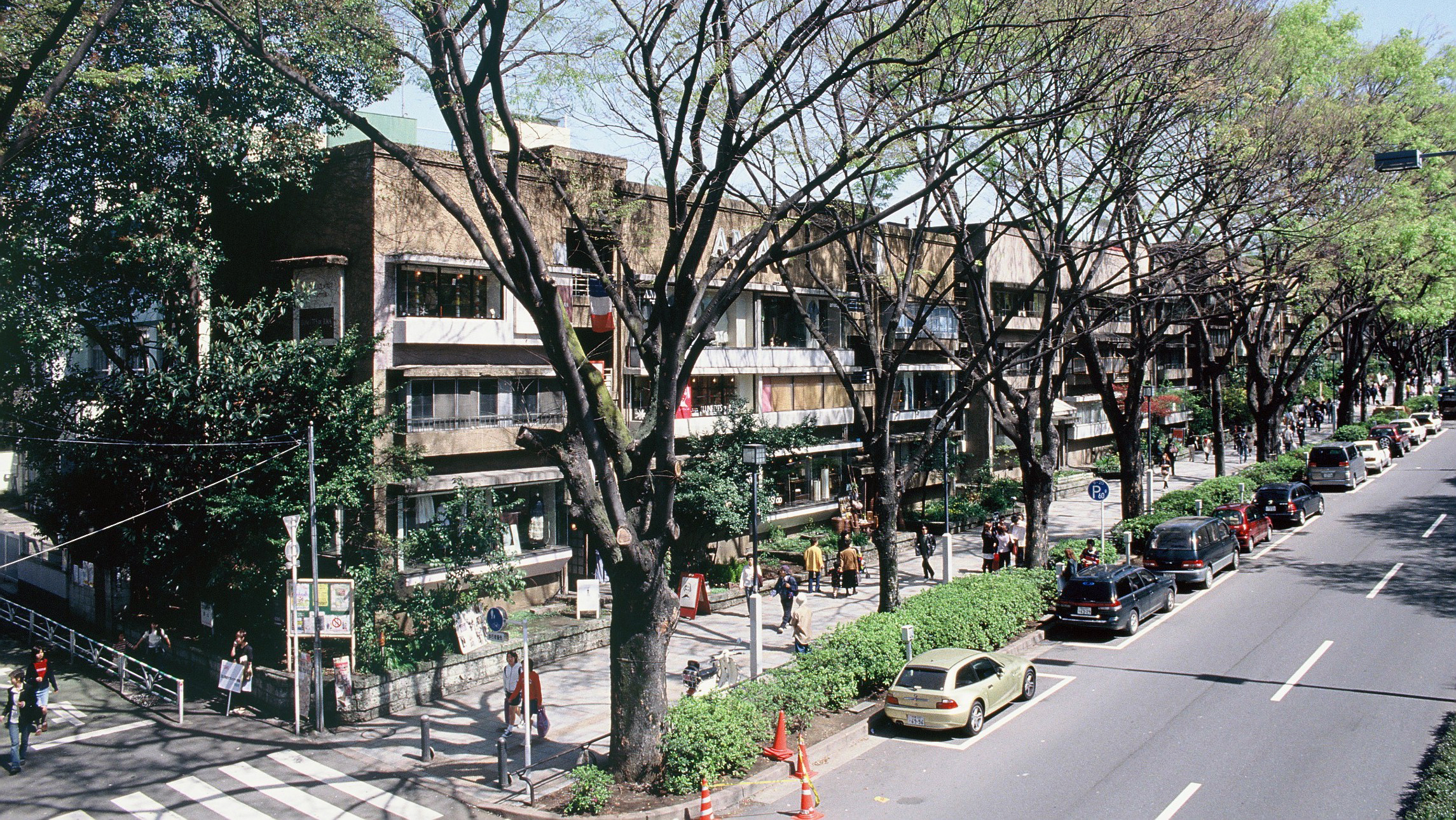
アパート外観（2002年3月）

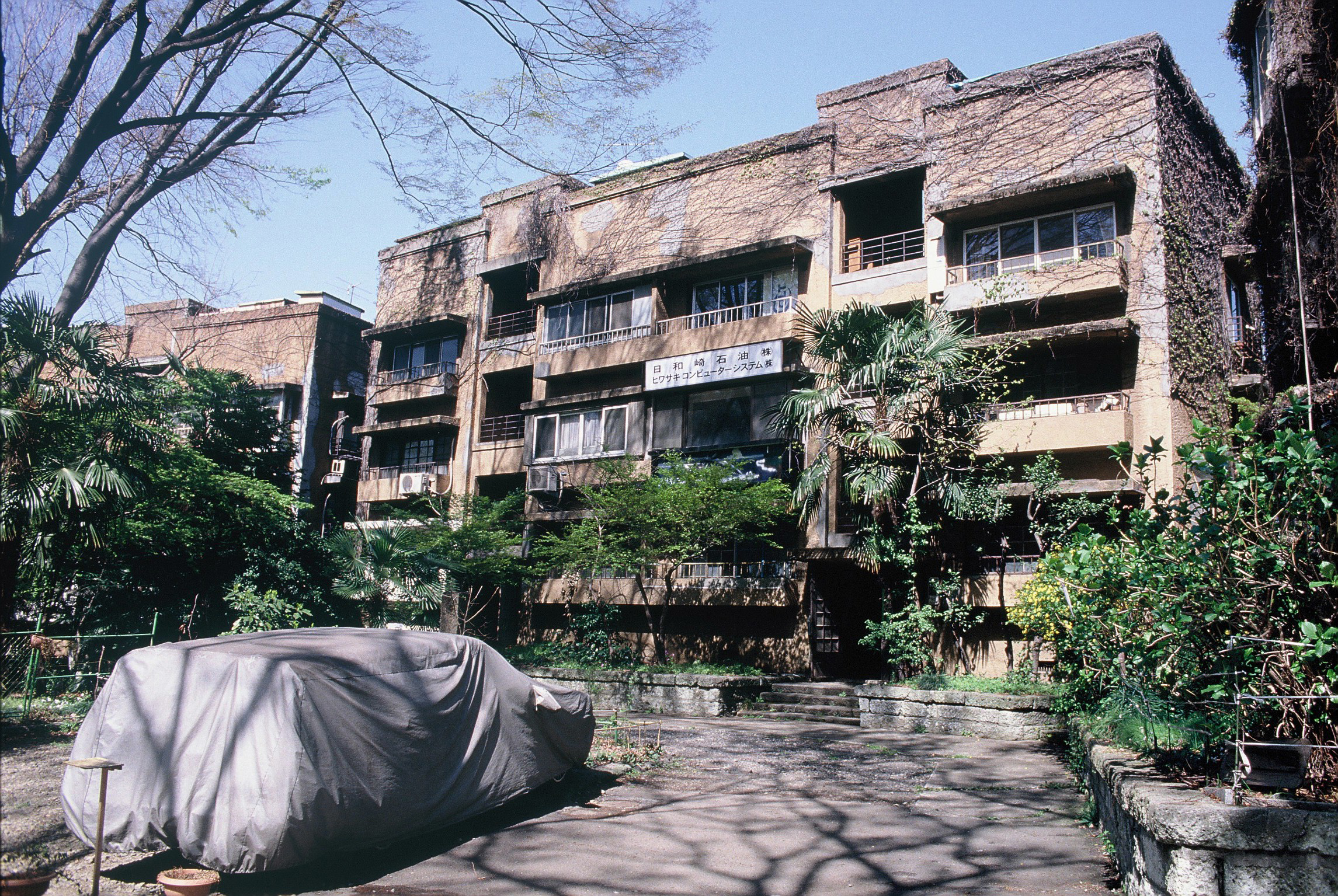
アパート外観（2002年3月）

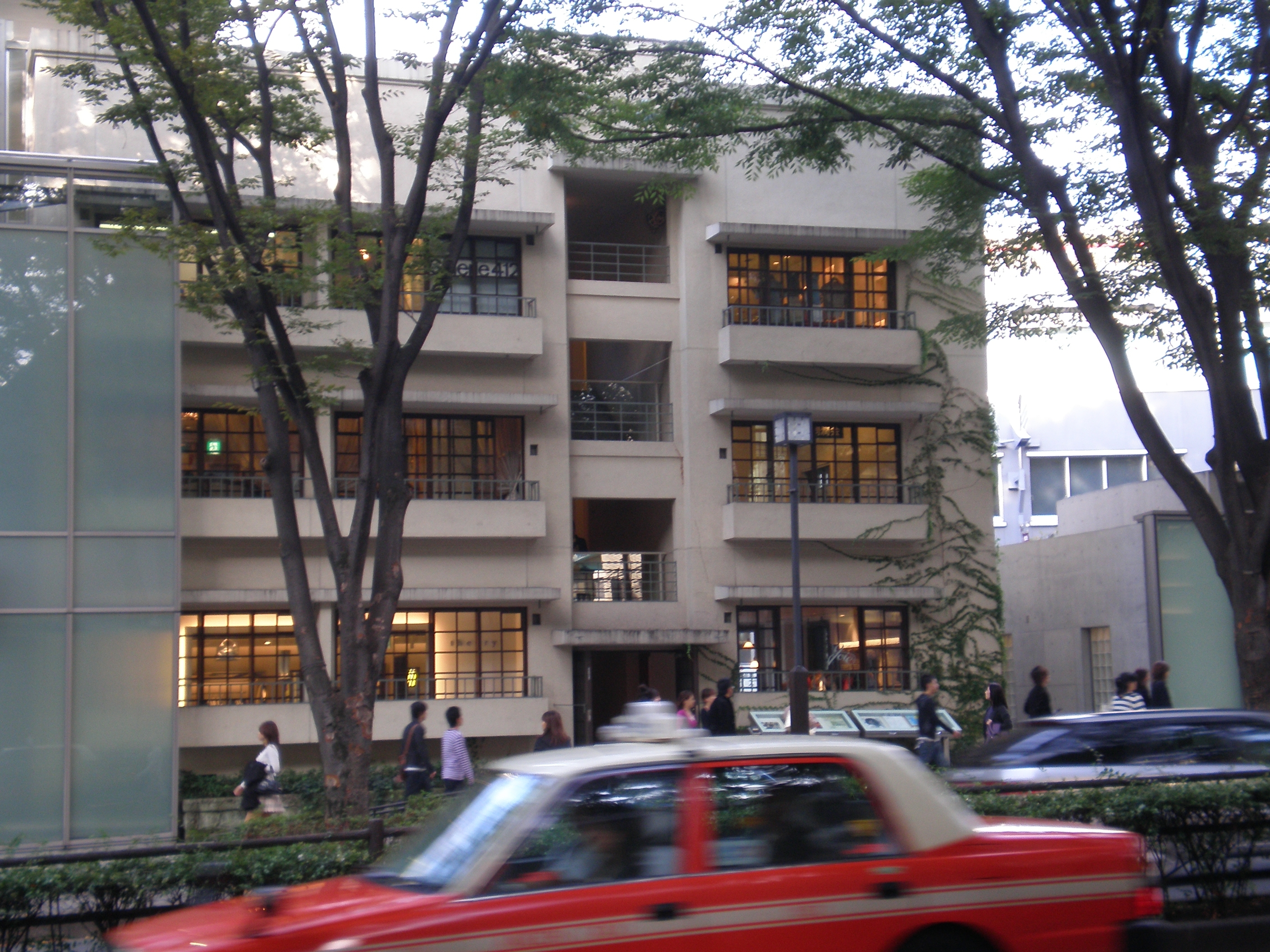
表参道ヒルズ 「同潤館」